# 圣路易斯号客轮
圣路易斯号客轮（MS St. Louis）是一艘德国远洋定期客轮，由德国不来梅的不来梅沃肯（Vulkan）造船厂制造，1929年交付汉堡－美洲航运公司（Hamburg-Amerika Linie）运营。这艘客轮定期航行于穿越大西洋的航线，从德国汉堡到美国纽约；但在大萧条期间，改为巡游各港口，以增加收入。
这艘船最著名的一次航程发生在1939年，船长古斯塔夫·施罗德试图运送937名德国犹太难民到古巴和美国避难，但因为当时的反犹浪潮和经济萧条，古巴、美国和加拿大均拒绝接收这些犹太人。最终他们进入了一些欧洲国家，部分在德军入侵时被捕。历史学家估计这些犹太人中约有1/4死于德国集中营。1974年出版的《苦海餘生》（Voyage of the Damned）就是以该事件为主题，1976年同名电影上映。

## 1939年被诅咒的航程

### 背景
1933年纳粹在德国执政以后，陆续颁布为数众多的反犹太人的法规，开始政府组织的排犹运动。此后，许多犹太人设法逃离德国。但是在1938年7月在法国举行的埃维昂会议表明，西方各主要国家都不准备向犹太移民开放，甚至没有对纳粹迫害犹太人进行谴责。此后，德国加剧了对犹太人的迫害，最著名的就是1938年11月9日的水晶之夜事件。而发生在第二次世界大战前夕的圣路易斯号客轮事件，又被称为“被诅咒的航程”，顯示了当时犹太人窘迫的处境：“看来世界将要分为两部分 — 犹太人不能生活的地方，以及他们不能进入的地方” ，而德国政府也希望利用其他国家拒绝接纳犹太人的做法，强化反犹太的宣传。

### 前往哈瓦那

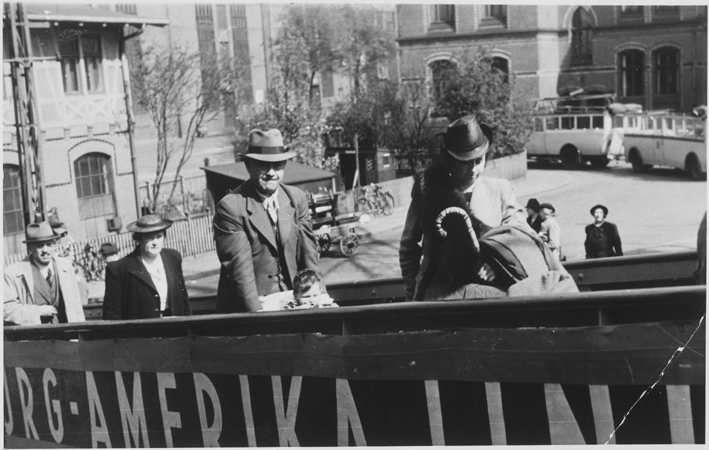
在汉堡

1939年5月13日，圣路易斯号客轮驶出汉堡港，进入大西洋，船长是古斯塔夫·施罗德（Gustav Schröder），目的地是古巴的哈瓦那。船上搭载的937名乘客中，只有6人不是犹太人（4名西班牙人，2名古巴公民），其余931人全部为犹太人，其中大部分是希望逃离纳粹迫害、寻求庇护的德国籍犹太人，少部分来自东欧。他们多数申请了美国签证，持有古巴移民局局长贝尼特兹（Benitez）签署的落地证明（以150美元或更高的价格出售），计划在古巴停留后进入美国。
但是，其实在5月5日（轮船起航前8天），古巴总统拉雷多·布鲁（Federico Laredo Brú）已经签发法令，宣布贝尼特兹签署的落地证明无效。圣路易斯号的犹太难民并不知道他们已经沦为古巴政治斗争的牺牲品。同时，当时经济萧条的古巴社会普遍仇视外来移民，圣路易斯号起航的消息，引发了哈瓦那的大规模的反犹太游行。

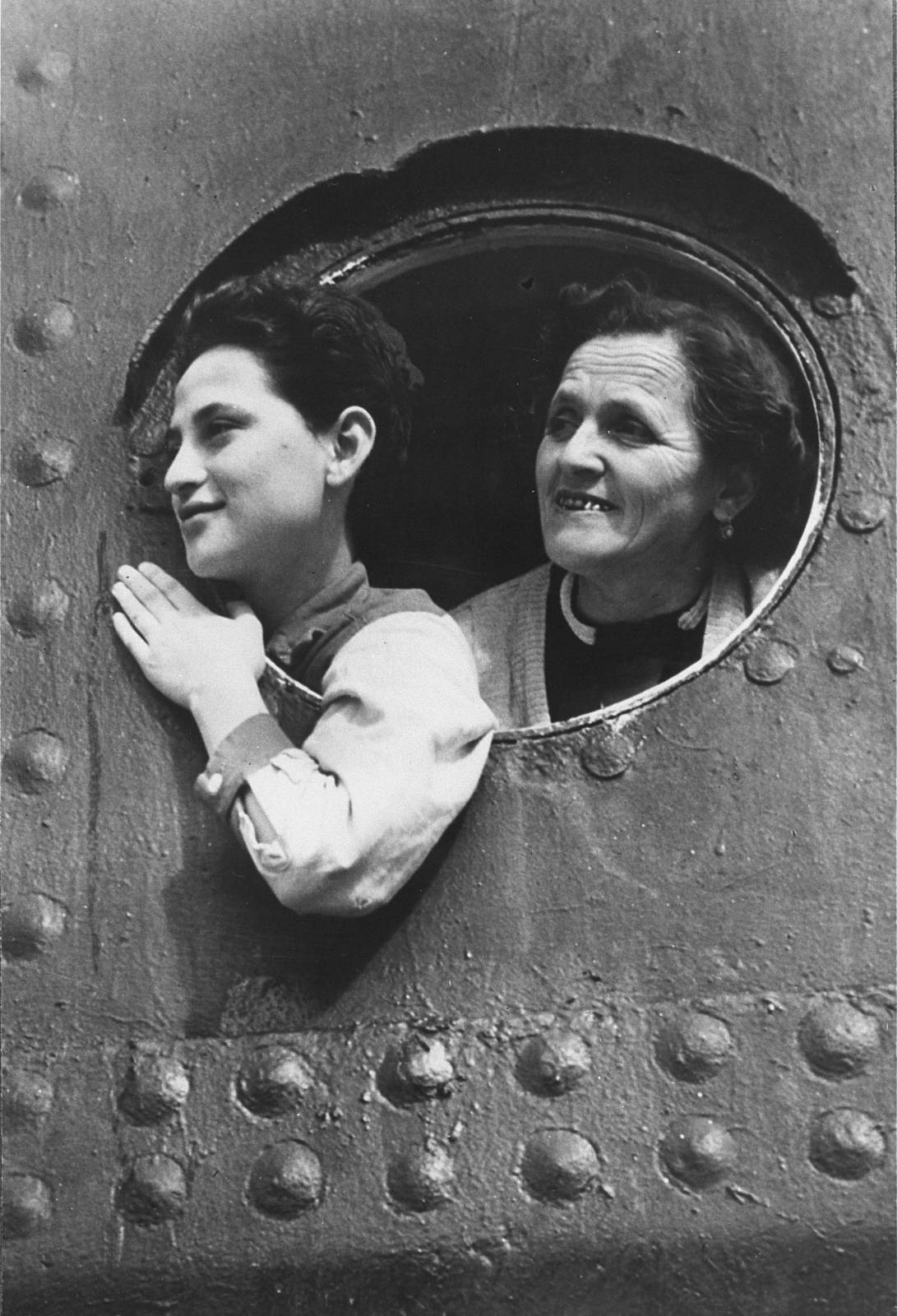
圣路易斯号客轮停泊在哈瓦那港口时船上的犹太难民

5月27日，圣路易斯号客轮抵达哈瓦那港口，船只在海面上等待。代表美国犹太人救援组织“欧洲犹太人事务所”的一名律师特鲁珀（Morris Troper）抵达古巴，为船上的乘客进入古巴进行协商。古巴政府内部对于难民上岸的问题产生争议，最终贝尼特兹因贪污腐败被免职。古巴政府要求进入古巴的难民必须取得古巴国家劳动部门的书面授权，“欧洲犹太人事务所”要为每名乘客支付500美元的保证金，总额为453,500美元。特鲁珀律师认为数额过高，于是谈判破裂。这时，船上绝望的犹太难民几乎发生骚乱，有人企图自杀，还有10多人也扬言准备自杀。古巴政府布置了一队小船阻止难民跳海游泳上岸，并且在夜间用探照灯进行监视。仅仅有28名乘客允许上岸，其中包括6名非犹太人，以及22名持有合法落地证件者。另有一名乘客由于自杀未遂被送入哈瓦那医院。这样，共有29名乘客得以在哈瓦那上岸。
6月2日，古巴的布鲁总统命令圣路易斯号客轮驶离古巴领海。就在圣路易斯号从哈瓦那驶向迈阿密时，协商仍在继续之中。

### 前往美國與加拿大
1939年6月4日，圣路易斯号客轮在古巴与佛罗里达之间的加勒比海上等待时，富兰克林·罗斯福总统下令，拒绝这艘船进入美国。最初，罗斯福表示只让少数人上岸，但是遭到他的国务卿科德尔·赫尔，以及一些南部美国民主党人的激烈反对，其中有些人威胁在1940年总统大选中将不再支持罗斯福。圣路易斯号在夜间驶近迈阿密时，乘客们能够看到岸上迈阿密灯火辉煌的繁荣景象，他们致电报给美国总统罗斯福寻求避难，但是始终没有收到任何答复。
关于这一事件，当时的美国财政部长小亨利·摩根索与国务卿科德尔·赫尔有过两次会谈。第一次是在1939年6月5日下午3时17分，赫尔向摩根索解释说，这些乘客不能发给合法的旅游签证，因为他们没有返回地址。而且，问题是在古巴政府与乘客之间，美国不用扮演任何角色。第二次会谈是在1939年6月6日下午3时54分，摩根索说他们不知道那艘船在哪里，是否要“派海岸警卫队寻找”，赫尔回答说他看不到不这样做的理由，然后又告诉他，他不认为摩根索希望这次搜索船只事件登上报纸。摩根索说，“哦，不不不，他们只需要派辆飞机去巡逻…报纸上什么也不会有。”赫尔回答说：“哦，这真是太好了。” 
然后，圣路易斯号客轮试图进入加拿大，同样遭到拒绝。

### 返回歐洲

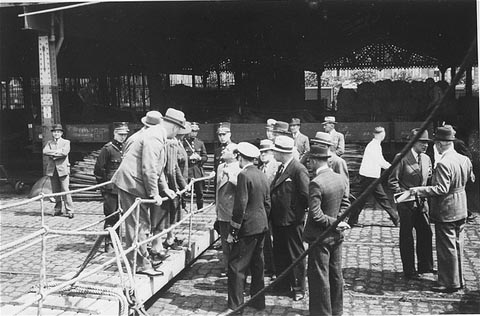
进入比利时

1939年6月6日，圣路易斯号被迫开始返回德国汉堡的航行。在驶向欧洲的途中，船上弥漫着绝望的气氛，有人选择跳海自杀。他们甚至希望人为制造触礁事件，来制造滞留英国的机会。经过“欧洲犹太人事务所”所长特鲁珀（Morris Troper）的游说，6月10日，圣路易斯号被允许停靠英国的南安普敦，其中288名乘客上岸，因而躲过了犹太人大屠杀。其余的619名乘客在比利时的安特卫普上岸。224人人进入法国，214人进入比利时，181人进入荷兰，暂时免受希特勒的迫害，但是到次年，德国侵入这3个国家，大部分犹太人均被关进集中营。
最后这艘船返回汉堡时，船上已经没有一名乘客。根据犹太人在这些国家幸存的比例，托马斯和摩根-威特估计圣路易斯号上的犹太人中有180人在法国经过了犹太人大屠杀而幸存了下来，有152人在比利时幸存下来，有60人在荷兰幸存下来。最终推算在最初的936名犹太难民中，有254人死亡，总计共有709人幸存了下来。

## 后事
从1940年到1944年，这艘船被德国海军征用。在1944年8月30日的盟军对基尔军港的轰炸中，这艘船遭到严重损坏，随后得到修复，在1946年在汉堡作为水上旅馆使用。最后在1952年被完全拆卸。
1957年，船长古斯塔夫·施罗德被西德政府授予联邦十字勋章。1993年，以色列追认他为国际义人。
1974年,英國作家戈登·托馬斯與馬克思·摩根·維茨撰寫了《被詛咒的航海》一書（Voyage of the Damned），詳細地描述了這個歷史故事。根據這部書所描寫的内容，1976年英國與美國聯合拍攝了同名的電影，中文譯名：《苦海餘生》。
美国大屠杀纪念馆中有该事件的展览。2009年，加拿大新斯科舍的首府哈利法克斯的大西洋海事博物館举办了该事件的专题展览。2011年加拿大犹太人议会在哈利法克斯的移民博物馆为此建立了名为“良心轮”的纪念碑，四个轮子分别代表反犹、排外、种族主义和仇恨，纪念碑背面印刻了当时的乘客名单。。
2012年和2018年，奧巴馬政府的美國國務院與加拿大總理特魯多分別發表聲明，為當年拒絕接收“︁圣路易斯号客轮”︁的難民，其中的254名難民因而死於集中營的這段歷史做出了公開道歉。

## 延伸阅读
- Miller, Scott; Sarah A. Ogilvie. . Madison: University of Wisconsin Press. 2006. ISBN 0-299-21980-1.
- Morgan-Witts, Max; Thomas, Gordon.  2nd, revised. Osceola, WI: Motorbooks International. 1994. ISBN 0-87938-909-5.
- Rosen, Robert. . New York, NY: Thunder's Mouth Press. 2006. ISBN 1-56025-778-4.